# Туманшет (посёлок)
Туманшет — посёлок при станции в Тайшетском районе Иркутской области России. Входит в состав Зареченского муниципального образования. Находится примерно в 44 км к западу от районного центра.

## Население
По данным Всероссийской переписи, в 2010 году в посёлке при станции не было постоянного населения.